# Racicznicowate
Racicznicowate (Dreissenidae) – rodzina słodko- i słonowodnych małży z rzędu Veneroida obejmująca około 40 gatunków o muszlach trójkątnych w zarysie, łukowato wygiętych w części grzbietowej, ze szczytami przesuniętymi skrajnie ku przodowi. Występują w Europie, Afryce i zachodniej części Ameryki Północnej. Na początku XXI wieku uważano, że jedynym przedstawicielem w Polsce jest racicznica zmienna (Dreissena polymorpha). W okolicach ujścia Wisły stwierdzany jest również Mytilopsis leucophaeata, uznawany w Polsce za gatunek obcy.

## Systematyka
Rodzina obejmuje rodzaje:
- Congeria,
- Dreissena,
- Mytilopsis.

Rodzajem typowym rodziny jest Dreissena.